# Union soudanaise – Rassemblement démocratique africain
L’Union soudanaise-Rassemblement démocratique africain (US-RDA) est un parti politique malien. Créé en 1946 au lendemain du congrès fondateur du Rassemblement démocratique africain, il concurrence le Parti progressiste soudanais (PSP) pendant la colonisation française du Soudan français. Parti politique ayant conduit à l’indépendance du Mali en 1960, il devient de fait le parti unique sous la présidence de Modibo Keïta. Interdit après le coup d’État de Moussa Traoré, il continue à exister dans la clandestinité et participe en 1991 à la chute du régime autoritaire. Après l’instauration du multipartisme, il se fait devancer par l’Alliance pour la démocratie au Mali – Parti africain pour la solidarité et la justice (ADEMA-PASJ), puis décline progressivement et connaît plusieurs scissions.

## Histoire

### Sous la colonisation
Du 18 au 21 octobre 1946, le congrès constitutif du Rassemblement démocratique africain (RDA) se tient à Bamako. Félix Houphouët-Boigny en est élu président. Le 22 octobre, la section soudanaise du RDA est créée par la fusion du Bloc démocratique soudanais de Mamadou Konaté, du Parti démocratique de bloc soudanais de Modibo Keïta et d'une aile dissidente du Parti progressiste soudanais (PSP). Mamadou Konaté devient président et Modibo Keïta secrétaire général de ce nouveau parti : l’Union soudanaise-Rassemblement démocratique africain.
l’US-RDA se positionne en rival de l’autre parti politique : le Parti progressiste soudanais (PSP) de Fily Dabo Sissoko. Le premier congrès de l'US-RDA se tient à Bamako du 8 au 10 novembre 1947 et marque une forte hostilité à l'administration française et au parti concurrent le PSP.
Aux élections législatives de 1946 et 1951, l’US-RDA est devancée par le PSP. Seul Mamadou Konaté est élu député à l’Assemblée nationale française.
Aux premières élections municipales organisées à Bamako le 12 avril 1953, l'US-RDA obtient 61,73 % des suffrages contre 32,49 % au PSP. Bamako est alors une commune de moyenne exercice du 3e degré : les membres de la commission municipale sont élus au suffrage universelle mais l'administrateur-maire est nommé par le pouvoir colonial.
En 1955, Bamako est érigé en commune de pleine exercice. Le 18 novembre 1956, une nouvelle élection à Bamako est remportée par l'US-RDA qui obtient 32 sièges contre 5 pour le PSP. Le 26 novembre 1956, le conseil municipal élit son maire Modibo Keïta et cinq adjoint, tous membres de l’US-RDA.
Aux élections législatives de 1956, l’US-RDA arrive en tête au Soudan français et obtient deux élus : Mamadou Konaté et Modibo Keïta.
Ce succès se confirme aux élections de l'assemblée territoriale soudanaise de mai 1957, l'US-RDA obtient 35 députés et le parti progressiste soudanais 5.
L’US-RDA va conduire le Soudan français sur le chemin de l’indépendance.

### Le parti de l’indépendance
Le 22 septembre 1960, alors que le Sénégal se retire de l’éphémère Fédération du Mali et que Modibo Keïta proclame l’indépendance du Soudan français qui prend le nom Mali, le congrès extraordinaire réuni ce jour affirme l’orientation socialiste du nouvel État. Dans une déclaration lue par Mamadou Diarrah, le congrès assigne au gouvernement des tâches prioritaires :
- s'attaquer immédiatement et vigoureusement à la décolonisation économique ;
- instituer rapidement des structures économiques nouvelles en renversant et en développant les circuits commerciaux dans le cadre d'une planification socialiste fondée sur les réalités africaines ;
- user de tous les moyens pour implanter une infrastructure ferroviaire, routière, fluviale et aérienne conforme aux besoins du pays ;
- intensifier la production agricole pour augmenter la consommation intérieure et le potentiel d'exportation ;
- user de tous les moyens pour l'implantation d'industries de transformation afin d'éviter des frais inutiles ;
- accentuer les recherches minières pour faire du Mali un État digne de l'Afrique moderne ;
- diriger et contrôler efficacement l'économie du pays par l'État qui y pendra une part de plus en plus active, notamment par la mise en place d'un Office national du commerce extérieur et l'intensification du secteur coopératif.

Sur le plan africain, « fidèle à sa ligne traditionnelle, l'US-RDA, affirme une fois de plus sa solidarité avec tous les peuples africains. En conséquence, le congrès insiste pour la création avec tous les États frères d'un grand marché commun africain pouvant faire face avec efficacité à ceux des autres continents » et « propose comme corollaire de ce marché commun (…) la création d'une zone monétaire avec tous les peuples africains à quelques expression qu'ils appartiennent ».
Avec la disparition du Parti soudanais pour le progrès, l’US-RDA devient de fait le parti unique. Il fonctionnait sur le principe du centralisme démocratique avec un fonctionnement très rigide.
Ses instances avaient tendance à empiéter sur le gouvernement et l’administration. Le Bureau politique national (BPN), élu par le congrès et l'instance décisionnelle entre deux congrès. Six de ces 19 membres étaient également membres du gouvernement. Au côté de Modibo Keïta (secrétaire général de l’US-RDA) président de la république, il y avait Jean-Marie Koné (secrétaire aux relations extérieures) était ministre d'État, Mamadou Madaïra Keïta, (secrétaire aux affaires administratives et judiciaires) ministre de l'Intérieur ; Baréma Bocoum, (membre de la commission des affaires extérieures) ministre délégué aux Affaires étrangères, Ousmane Ba (secrétaire à la presse) ministre de la Fonction publique, du Travail et des Affaires sociales, Seydou Badian Kouyaté (secrétaire aux affaires économique, sociales et culturelles) ministre du Plan et de l'Économie rurale, Mamadou Gologo (commissaire aux conflits) ministre de l'Information.
Lors du congrès de 1962, six commissaires politiques  sont nommées et chargé par le BPN d'accomplir des contrôles dans les organes du Parti comme dans les structures gouvernementales. L'US-RDA avait une structuration locale : les sections au niveau des cercles, les sous-sections dans les arrondissements, les comités au niveau des villages et des fractions, qui permettaient d'avoir un quadrillage du terrain à travers tout le pays.
Il était profondément divisé entre une aile droite et une aile gauche. Lors du congrès de septembre 1962, Modibo Keïta avait usé de son aura pour maintenir l'unité. Mais les divisions persistant, Modibo Keïta dissout le Bureau politique national le 22 août 1967.

### Sous le régime de Moussa Traoré, un parti clandestin
En 1968, Modibo Keïta est renversé par Moussa Traoré qui dissout l’US-RDA et emprisonne le président, son épouse Mariam Travélé et ses autres dirigeants. Le parti continuera ses activités dans la clandestinité.

### L’instauration de la démocratie et le déclin de l’US-RDA
En 1990, une partie des militants participe à la création de l’Alliance pour la démocratie au Mali qui deviendra Alliance pour la démocratie au Mali – Parti africain pour la solidarité et la justice (ADEMA-PASJ) en 1991.
En 1992, lors de la première élection présidentielle qui suit la transition démocratique, Tiéoulé Konaté, candidat de l’US-RDA, arrive en seconde position au premier tour avec 14,51 % des voix. Au second tour, avec 31 %, il est battu par Alpha Oumar Konaré.
En 1998, l’US-RDA se divise en deux fractions. En 2001, une partie des militants quittent avec Daba Diawara l’US-RDA pour fonder le Parti de l'indépendance, de la démocratie et de la solidarité (PIDS).
Mamadou Bamou Touré est l’actuel président de l’US-RDA.

### Vers la reconstitution de la grande US-RDA?
L’US-Rda a connu plusieurs scission ces dernières depuis 1991 : le Bloc pour la démocratie et l'intégration africaine (BDIA), le Parti de l'indépendance, de la démocratie et de la solidarité (PIDS) et le Rassemblement Malien pour le changement (RMC-Mali Kanu), qui donnera naissance à son tour par scission au Parti pour la Démocratie, la Culture et l'Intégration (PDCI-Farafina Dambé).
En février 2008, une délégation du Bloc pour la démocratie et l’intégration africaine (BDIA-Faso Jigi) conduite par son président Souleymane Makamba a été reçu par Badara Alou Macalou, secrétaire général du Bureau Exécutif National de l'US-RDA pour aborder une future reconstitution de la « grande famille US-RDA ».
Une commission nationale préparatoire (CNP) s’est réunie le 12 décembre 2009. Elle est composée de 24 membres, six par formations politiques représentées : BDIA, Union pour la démocratie citoyenne (UDC), Mali jô ton (MJT) et US-RDA. Ses membres ont déclaré vouloir unifier leurs forces et mouvements politiques pour constituer un grand parti politique fort et viable capable de conquérir démocratiquement le pouvoir au Mali.
Le 1er mai 2010, un congrès unitaire rassemblant les dirigeants de l’Union soudanaise-Rassemblement démocratique africain (US-RDA), du Bloc pour la démocratie et l'intégration africaine (BDIA), de Mali joton et de l’Union pour la démocratie citoyenne s’est réuni au Centre international de conférence de Bamako en vue de constituer un nouveau parti, l’Union malienne du Rassemblement démocratique africain et de dissoudre les partis respectifs.

## Résultats électoraux
| Année | Élection                           | Scores et observations                                                                                    |
| ----- | ---------------------------------- | --- |
| 1992  | Élections municipales              | 129 conseillers (sur 749)                                                                                 |
| 1992  | Élections législatives             | 8 députés                                                                                                 |
| 1992  | Élection présidentielle            | Tiéoulé Mamadou Konaté 1er tour : 14,51 % (2e position) ; 2d tour : 30,99 % (battu)                       |
| 1997  | Élection présidentielle            | A boycotté l’élection                                                                                     |
| 1997  | Élections législatives             | A boycotté les élections                                                                                  |
| 1998  | Élections communales               | |
| 1999  | Élections communales               | |
| 2002  | Élection présidentielle            | |
| 2002  | Élections législatives             | |
| 2004  | Élections communales               | 13 maires (sur 703) ; 211 conseillers communaux                                                           |
| 2007  | Élection des conseillers nationaux | Pas d’élu                                                                                                 |
| 2007  | Élection présidentielle            | Membre de l’Alliance pour la démocratie et le progrès qui a soutenu la candidature d’Amadou Toumani Touré |
| 2007  | Élections législatives             | 1 député (sur 147)                                                                                        |
| 2009  | Élections communales               | 139 conseillers                                                                                           |